# 羅納德·雷根的政治立場
羅納德·雷根是美國第40任總統（1981–1989年）。他是共和黨人和前加利福尼亞州州長。
他以坚定的保守主义立场著称，对美国政治产生了深远影响。他的政治理念集中在经济自由、强大的国防体系和对个人自由的捍卫上，主张“减少政府干预”，并推动经济自由化。他的经济政策（即“雷根经济学”）通过大幅减税、削减政府开支、放宽监管，力求刺激经济增长和降低失业率。这一政策受到部分支持者的认可，认为其带动了1980年代的经济复苏，但也被批评者认为导致了财政赤字的增加和贫富差距的扩大。
在冷战期间，雷根采取了强硬的反共立场，将苏联称为“邪恶帝国”，并加大了对军备建设的投入，推动了以遏制共产主义扩张为核心的外交政策。他提出的“星球大战”计划意图利用高科技手段防御核攻击，极大地影响了苏联的战略布局，被认为加速了苏联的解体。
在社会政策方面，雷根反对堕胎，支持传统家庭价值观，并对社会福利进行削减，认为这些项目会削弱个人的自力更生能力。总体而言，雷根的政治立场以保守主义为核心，他的政策塑造了后续的美国保守派议程，并在共和党内奠定了深厚的保守主义根基。在國內事務中，在失業率高企和通貨膨脹高漲的滯脹時期，他採取了重大措施。其中包括大幅減稅和大規模放鬆對商業活動的管制。他通常避免或輕描淡寫了墮胎權利等問題。
雷根在眾議院投票時贊成馬丁·路德·金假日。